# WildBlue-1
WildBlue-1 ist ein Kommunikationssatellit der seit 2009 zur amerikanischen Viasat Inc. gehörenden WildBlue Communications zur Übertragung von Internetdaten.
Der Satellit wurde während seiner Entwicklung mit den Namen „iSky“ und „KaStar“ bezeichnet. Er ist ein Satellit, der im Ka-Band-Bereich die Spot-beam-Technologie einsetzt, die es ermöglicht, die Sendebereiche variabel auf bestimmte Gebiete zu fokussieren. Der Start in den geostationären Orbit erfolgte am 8. Dezember 2006 mit einer Trägerrakete vom Typ Ariane 5, er wurde auf 111°W positioniert.